# ノック (メイヨー県)
ノック（アイルランド語: An Cnoc、英語: Knock）はアイルランドのメイヨー県にある小さな町で、1879年8月21日に聖ヨセフおよび聖ヨハネ、そして聖母マリアが人々の前に現れたという伝承で知られる。クノックとも表記される。

## 信仰
20世紀にはルルドやファティマと並んでヨーロッパにおける聖母マリアゆかりの地として多くの巡礼者を集めることになった。現在でも毎年150万人もの巡礼者がこの地を訪れる。聖母マリアへの強い信心を持っていたローマ教皇ヨハネ・パウロ2世も1979年に公式訪問している。 

## 地名
Cnocは「丘」を意味し、今は特にCnoc Mhuire ノック・ヴイラ、「聖母マリアの丘」として一般に知られた。2000年代に入り、ノックを示す道路名は一般的に使われているCnoc Mhuireでなく、アイルランド語訳をAn Cnocが用いられるようになった。アイルランドの地名委員会はAn Cnocの方が歴史的にも正しいと主張している。ノックはアイルランド語が話されていたゲールタハトの外に位置するが、アイルランド語がより広範な地域で用いられた時代、町はAn Cnocと呼ばれていたようである。1920年代～1930年代になってCnoc Mhuireという名前が巡礼地として有名になった。呼び方の問題はアイルランド議会でも議論されるほどになり、結果的に俗称のCnoc Mhuireの使用は認められたが、地名のアイルランド語訳にCnoc Mhuireを使用する事には制限がもうけられた。